# Col Citrin
Pour les articles homonymes, voir Citrin.
Le col Citrin est un col des Alpes pennines à 2 484 mètres d'altitude en Vallée d'Aoste, entre la vallée du Grand-Saint-Bernard et la combe de Vertosan.
Ce col se situe sur le parcours de l'itinéraire rouge de la Via Alpina.